# Garnalenplant
De garnalenplant (Justicia brandegeeana, synoniem: Beloperone guttata) is een plant uit de familie Acanthaceae. Het is een sterk vertakte, kruidachtige plant, die 30-50 cm hoog kan worden of soms tot 120 cm hoog wordt en dan een zwak verhoutte voet heeft. De bladeren zijn tegenoverstaand, eirond, 4-9 × 2-5 cm groot, toegespitst met een afgeronde basis en zachtbehaard.
De bloemen groeien in 3-12 cm lange, vierkantige, meestal overhangende, aren met dicht opeen geplaatste, 1-2 cm lange, eironde, roodachtige schutbladeren. De bloemkroon is 3-3,5 cm lang en diepgespleten met een ongedeelde of tweelobbige bovenlip en een drielobbige onderlip. De vruchten zijn gesteelde, circa 1 cm grote, eivormige doosvruchten die bij rijpheid tweekleppig openklappen, waarbij twee tot vier zaden tevoorschijn komen.
De garnalenplant komt oorspronkelijk uit Mexico, waar hij wordt bestoven door kolibries. Vooral in de zuidelijke Verenigde Staten wordt de soort veel aangeplant in tuinen.
De garnalenplant wordt in de handel aangeboden als kamerplant, vaak onder het synoniem Beloperone guttata. In de handel worden ook cultivars met zuiver gele of felrode schutbladeren aangeboden.